# Associação Brasileira de Normas Técnicas
A Associação Brasileira de Normas Técnicas (ABNT) é o órgão responsável pela normalização técnica no Brasil, apoiando o desenvolvimento tecnológico brasileiro. Trata-se de uma entidade privada, sem fins lucrativos e de utilidade pública, fundada em 1940.
É membro fundador da Organização Internacional de Normalização, da Comissão Panamericana de Normas Técnicas [es] e da Associação Mercosul de Normalização. É a representante oficial do Brasil nessas três instituições e também na Comissão Eletrotécnica Internacional.

## Normas para apresentação de trabalhos
No Brasil, as normas recomendadas pela ABNT para a produção de trabalhos acadêmicos são:
- NBR 14724:2011 - Informação e Documentação - Trabalhos acadêmicos - Apresentação. Estrutura de monografias e TCCs.
- NBR 10520:2023 - Informação e Documentação - Citações em documentos - Apresentação. Organização das citações na monografia.
- NBR 6027:2002 - Sumários. Formatação de sumários.
- NBR 6023:2018 - Informação e Documentação - Referências - Elaboração. Organização de referências bibliográficas.[6]
- NBR 6028:1990 - Resumos.
- NBR 6024:1989 - Numeração progressiva das seções de um documento.
- NBR 6022:1994 - Apresentação de artigos em publicações científicas.
- NBR 5892:1989 - Normas para datar.

## Outras normas
- NBR 14522:2008 - Intercâmbio de informações para sistemas de medição de energia elétrica.